# Grunbach (Rems)
Der Grunbach ist ein 2,8 km langer rechter Zufluss der Rems im Stadtgebiet von Remshalden im baden-württembergischen Rems-Murr-Kreis. Er ist nicht zu verwechseln mit dem gleichnamigen Ort Grunbach, den er durchfließt.

## Name
Der Name leitet sich vom althochdeutschen Verb gruonēn für 'grün, frisch sein' ab.

## Geographie

### Verlauf
Der Grunbach entsteht auf etwa 483 m ü. NHN am Auslauf des Weihers am Südrand von Buoch, südlich der K 1913 und zwischen den Gewannen Brunnenwiesen im Westen und Eichenwiesen im Osten. Er entwässert einen Teil des Ortes Buoch sowie der angrenzenden Buocher Höhe. Von dort aus fließt er quer durch das Gewann Eichwiesen, ehe er nach kurzer Zeit in den Wald Glockenholz einfließt. Daraufhin verläuft er neben einem Wanderweg in Richtung Westsüdwesten durch das Gewann Eichenwald, in dem er sich unterhalb einer Wegkreuzung in eine für den Bach typische Klinge einschneidet. Ab dort münden einige kleine,  trockenfallende und namenlose Bäche in ihn.
Einige Meter vor dem Waldaustritt mündet eine Straßenentwässerung von der Talsteigenschlinge der K 1913 herab. Wenig abwärts steht eine Felskuppe im Wald des Gewanns Buchklinge, über die er im regional bekannten Grunbacher Wasserfall hinabstürzt.
Ab dort fließt er nun parallel zum Buchhaldenweg und der etwas höher am rechten Hang laufenden Talsteige der K 1913 südsüdostwärts auf das Dorf Grunbach zu, in dem er nach kurzer Zeit verdolt wird und der Straße Im Steig folgt. Kurz darauf quert der Bach die Schorndorfer Straße, die Hauptstraße des Dorfes. Danach fließt er geradlinig in Richtung Rems entlang der Mühlstraße. Nach dieser quert er die Bundesstraße 29 und mündet am Wasserkraftwerk Wachter Mühle etwa am Beginn von deren letztem Laufviertel von rechts in die Rems.

### Einzugsgebiet
Das Einzugsgebiet ist etwa 1,8 km² groß und liegt an der Grenze der Naturräume Schurwald und Welzheimer Wald und Neckarbecken. Der Bach entspringt auf der Buocher Höhe, einem Teil des Unterraums Berglen von Schurwald und Welzheimer Wald, wo auch auf der nördlichen Wasserscheide sein mit fast 520 m ü. NHN  höchster Punkt liegt. Nach seinem Abschnitt im Wald verläuft er ungefähr auf der Grenze zwischen dem Teilraum Mittleres Remstal und Schorndorfer Becken des Remstal linksseits, der zum selben Naturraum gehört, und dem Teilraum Remstaltraufbucht des Unterraums Waiblinger Bucht des Neckarbeckens rechtsseits.
Das Gebiet umfasst einen Teil der Rodungsinsel um Buoch auf der Höhe, Wald am oberen Hang sowie vor allem Obstbaumwiesen und Weinberge am unteren Hang. Bis auf Randzwickel gehört es ganz zur Stadt Remshalden, dessen Dörfer Buoch an der Quelle und Grunbach an der Mündung die einzigen Siedlungsplätze sind.
Reihum grenzen die Einzugsgebiete der folgenden Nachbargewässer an, die sämtlich ebenfalls von rechts zur Rems laufen:
- Jenseits der bis auf den Quellweiher gewässerlosen Buocher Höhe im Norden liegt das Quellgebiet des Zipfelbachs, der abwärts der Rems in den Neckar mündet;
- im Osten fließt der Zehntbach zur Rems wenig oberhalb der Grunbachmündung, der lange über seinen rechten Zufluss Brandgraben konkurriert;
- den Abfluss jenseits der westlichen Wasserscheide führt der Gundelsbach etwas unterhalb der Rems zu.

## Geologie
Die Verebnung des oberen Einzugsgebietes auf der Buocher Höhe, das von gesteinslosen Braunerden bedeckt ist, wird überwiegend vom Angulatensandstein des Schwarzjuras gebildet, unter dem an der Hangkante dann der Psilonotenton des Schwarzjuras ausstreicht. In dessen Überhangsbereich zur obersten Schicht 
Knollenmergel (Trossingen-Formation) des danach einsetzenden Mittelkeupers entspringt der Bach, der daraufhin in seiner Waldklinge auf Südwestlauf lange den Stubensandstein (Löwenstein-Formation) durchfließt. Ab seinem Richtungswechsel nach Südsüdosten gegen das Waldende zu durchläuft er in schneller Folge die tieferen Schichten des Mittelkeupers, die Oberen Bunten Mergel (Mainhardt-Formation), den Kieselsandstein (Hassberge-Formation), etwas länger die Unteren Bunten Mergel (Steigerwald-Formation) und wieder kurz den Schilfsandstein (Stuttgart-Formation). Noch vor der Ortsgrenze von Grunbach läuft der Grunbach dann für länger im Gipskeuper (Grabfeld-Formation).
Der Gipskeuper ist bald von lössführenden Fließerden überlagert, ehe der Bach ab dem Rand der Remsaue durch Schwemmland fließt, das im Bereich der Mündung aus Auelehmen um die Rems besteht.
Kurz nach dem Richtungswechsel von Bach und Tal quert etwa im Bereich des Kieselsandsteins eine Störung von Westnordwest nach Ostsüdost den Talgrund.